# Caselle de' Ruffi
Caselle de' Ruffi è una frazione del comune di Santa Maria di Sala, in provincia di Venezia.

## Storia
I primi abitanti di Caselle dovettero essere i Paleoveneti i quali lasciarono presso il centro della località una motta, ovvero un modesto terrapieno sul quale sorgeva un castelliere. Faceva parte di una rete di fortificazioni con il compito di controllare i commerci (fiorente era quello dell'ambra, proveniente dal Mar Baltico).
Il toponimo compare per la prima volta nel cosiddetto Pactum Lotharii del 23 febbraio 840. Questo importante documento tratta un accordo stipulato tra Venezia e il Sacro Romano Impero durante i rispettivi governi di Pietro Tradonico e Lotario I che permette di conoscere con precisione il territorio dell'antico ducato veneziano.
Caselle si riferirebbe alla centuriazione romana che divide, oggi come in passato, il territorio in riquadri regolari; Ruffi rimanda invece ad un'antica famiglia padovana con estesi possedimenti in zona, sterminata da Ezzelino III da Romano.

### Evoluzione territoriale
Sotto il dominio veneto, l'area corrispondente alla parrocchia San Giacomo Apostolo si organizzava nel senso amministrativo-civile in due porzioni indipendenti rette ciascuna da un personaggio locale (Degano o Meriga) espresso dalla collettività. Il nucleo ospitante la chiesa parrocchiale veniva denominato Villa di Caselle mentre l'altra frazione si distingueva con la dizione Comune di Zinalbo classificato altresì come Colmello.
Istituito nel 1806 Comune di Terza Classe (categoria fino a tremila abitanti) - unificato a tutta la superficie parrocchiale -, in seguito al Decreto Vicereale 14 luglio 1807 n. 118 sulla concentrazione dei Municipi distanti dal loro maximum di popolazione, San Giacomo venne legato al vicino territorio di San Biagio e a quello di Villanova San Prosdocimo formando il Comune di Caltana.
Ancora lontana da detto limite, la sistemazione così realizzata terminò il 28 settembre 1810 quando un secondo decreto sulle aggregazioni creò il moderno comparto a sei frazioni con capoluogo Caselle (Caselle, Caltana, Sala, Sant'Angelo, Stigliano - la cui chiesa dipendeva da Zeminiana - e Veternigo) unendo l'entità amministrativa di Caltana con Caselle de' Ruffi (scorporata Villanova San Prosdocimo) al vicino Comune di Sant'Angelo di Sala.
Le ricerche condotte sul periodo napoleonico evidenziano i nomi di vari sindaci - rinnovati o confermati annualmente tramite nomina prefettizia - della Municipalità di Caselle (Angelo Moro, Giovanni Battista Silvestri e Giovanni Maria Benfatto residenti in loco) e l'identità di un consigliere (il conte Demetrio Mircovich senior di Santa Maria di Sala, noto per il possesso di Villa Farsetti). Si detiene inoltre documento datato 5 agosto 1812 sull'adunanza consiliare che avrebbe deliberato, il 20 successivo, l'istituzione, scelta e stipendio del corpo guardie campestri.
Con Sovrana Risoluzione 8 febbraio 1818 entrata in vigore il 1º gennaio 1819, il periodo austriaco impose un definitivo quinto assetto trasferendo il capoluogo da Caselle a Santa Maria di Sala, più centrale e facilmente raggiungibile, modificando ulteriormente la denominazione comunale.
Per quanto riguarda i livelli amministrativi superiori, durante il tempo veneziano la Villa (Comune) di Caselle appartenne alla Vicaria (Mandamento) di Mirano all'interno del Territorio (Provincia) di Padova. In età napoleonica, dopo la costituzione nel 1806 del Dipartimento del Brenta (Provincia di Padova) e la conferma delle precedenti realtà locali, fu stabilita una nuova organizzazione provvisoria con Decreto Prefettizio 25 marzo 1807 riveduta e sancita dal posteriore Decreto Reale 22 dicembre 1807. Il Municipio di Caselle, confluito poi in Caltana con Caselle de' Ruffi, si trovò associato al Cantone di Mirano, Distretto di Camposampiero e Dipartimento del Brenta sempre con capoluogo Padova. Il periodo austriaco determinò l'abolizione istituzionale del Cantone (riportando Mirano al grado di distretto) e la riforma dei Dipartimenti in Province (notificazione 30 novembre 1815 n. 122): San Giacomo passò quindi alla citata circoscrizione miranese della nuova Provincia di Padova. La sistemazione attuale giunse il 1º gennaio 1853 quando la frazione di Caselle de' Ruffi insieme al proprio Comune e all'intero Distretto venne staccata dall'orbita padovana per essere definitivamente annessa alla Provincia di Venezia.

### Evoluzione demografica
A seguito dei verbali delle visite pastorali, l'evoluzione demografica della parrocchia fu la seguente
- 1669–500
- 1680–443
- 1695–515
- 1703–502
- 1744–594
- 1780–580
- 1823–666
- 1875–1083
- 1902–1512

### Assistenza sanitaria
Collocata in posizione strategica e favorita dalla capillare rete stradale del Graticolato Romano, Caselle fu sede di farmacia chimica fin dal 1790 per iniziativa del professionista padovano "speziale da medicine" Paolo Ostani (dal 1790 al 1830 in casa Arrigoni-Pavanello e dal 1830 al 1938 presso l'attuale villa Silvestri-Compostella-Coi); inoltre poté avvalersi già nel 1797, grazie al finanziamento della comunità di San Giacomo, del servizio medico gestito dal dottor Bonaventura Agostini.

## Monumenti e luoghi d'interesse

### Chiesetta della Madonna Mora
Il piccolo edificio, riferito al catasto austro-italiano come "Oratorio della Madonna Mora", fu edificato nel 1839 per conservare una statua della Madonna di Loreto forse già esistente nel precedente oratorio privato con medesima dedicazione collocato fino al 1803 presso Villa Cavanis. Nel 1986 l'intero monumento venne traslato più internamente nell'ambito di alcuni interventi sulla Strada Regionale 515 Noalese.

### Villa Bianchini
Il complesso è ubicato in prossimità dell'incrocio tra le vie Cognaro e Noalese a sud del centro cittadino, in un lotto di forma rettangolare allungata. Esso si compone del corpo padronale (che, secondo le fonti raccolte all’Archivio dell'Istituto Regionale Ville Venete, è frutto di una ristrutturazione avvenuta nel 1894 di un edificio preesistente), del coevo corpo a L delle scuderie posto a sud-ovest della proprietà e dell’articolata struttura delle stalle con fienile, direttamente affacciata sulla strada. La villa, rimodulata in tempi recenti, ha pianta quadrata con corridoio centrale e si struttura su tre piani, coronati da cornice e tetto a padiglione. Il fronte principale nord è scandito ai due livelli inferiori da serie di cinque fori rettangolari perimetrati da liste lapidee, con cornice su mensole quelle al piano nobile, e da tre finestrelle quadrate al sottotetto. All’ingresso, sull’asse mediano, è sovrapposto un terrazzino con ringhiera metallica. L’annesso nord è composto dall’unione di tre corpi allineati, con altezze differenziate, cui aderisce a sud un ridotto volume. La facciata sud si apre al pianterreno in un porticato con quattro arcate a tutto sesto mentre il fronte opposto è ritmato da cinque aperture semicircolari.

### Villa Cavanis-Valsecchi-Mocenigo con oratorio (demolito)
La seicentesca villa Cavanis-Valsecchi-Mocenigo è ubicata a sud del centro abitato all’interno di un ridotto lotto a planimetria quadrata con antistante giardino, essendo scomparsi i rustici con le scuderie e il parco e l'annesso oratorio pubblico (demolito fin dal 1803 dalla famiglia Cavanis, come attestato in documenti parrocchiali). Il fabbricato, in mediocre stato conservativo e adibito a dimora privata, ha pianta quadrata con salone passante e si struttura su tre piani coronati da cornice e tetto a padiglione. Il prospetto principale, al cui margine aderisce un basso volume di disimpegno, presenta sette assi di finestre perimetrate da liste in pietra, rettangolari ai due piani inferiori e quadrate al secondo, di cui quello centrale anche di simmetria. Le aperture immediatamente ai lati dell’asse mediano risultano tamponate a tutti e tre i livelli; al piano nobile l’apertura ad arco, con concio in chiave scolpito, forma con tali fori occlusi una serliana. Oltre allo stemma gentilizio lapideo dei conti Cavanis, ai quali la villa appartenne in passato, applicato al terzo livello centralmente, ai piani terra e primo, in corrispondenza di ciascun davanzale sono fissate piccole teste di putti in pietra, verosimilmente di scarico per le acque meteoriche.

### Villa Arrigoni-Pavanello
La settecentesca villa Pavanello, già Arrigoni, è sita a sud del centro cittadino all'incrocio tra le vie Caltana e Noalese. L’immobile, ben conservato e adibito a dimora privata, è inserito in un giardino di forma quadrangolare ove si trovano anche una bassa unità al margine ovest e un articolato annesso a chiusura del lato nord del lotto. La villa, a pianta quadrata, si articola su tre piani separati da fasce dipinte, coronati da cornice e tetto a padiglione. Il fronte principale, verso via Caltana, è ritmato da tre serie di cinque aperture rettangolari perimetrate da liste lapidee, quelle sovrapposte all’ingresso protette da terrazzini con ringhiere metalliche. I prospetti laterali presentano coppie di finestre simili, a ovest bipartite da una canna fumaria, corrente per l’intera altezza dell’edificio, afferente a un caminetto al piano terra. All’unità padronale aderisce a nord-est, a formare una L, un corpo a due piani caratterizzato da sequenze di aperture rettangolari e, sul fronte est, da un grande caminetto con massiccio comignolo. L’annesso settentrionale è composto di tre corpi, con altezza decrescente verso est: al fienile a due livelli su pilastri in muratura è unito un volume centrale a due piani e un’ulteriore bassa struttura di servizio. Il sito, sempre di proprietà Arrigoni, ospitò la locale farmacia chimica nel periodo 1790-1830 con i professionisti Paolo Ostani, Biasio Paccanaro, Giovanni Bressan e Pietro Zampieri.

### Ca' Pierobon
Ca’ Pierobon è localizzata a sud del centro abitato in via Fratella, all’interno di un giardino a planimetria rettangolare. Secondo i documenti conservati all’Archivio di Stato di Venezia, il manufatto, databile al XVII secolo, era censito al catasto napoleonico (1808) come casa d’affitto demaniale già proprietà di un ente religioso e venne pesantemente modificato in epoca posteriore. L’edificio, formato da un’unità principale a pianta quadrangolare allungata cui è addossato a est un fabbricato a due piani sporgente verso nord, a comporre una L, risulta del tutto stonacato. Attualmente in pessime condizioni conservative, il corpo padronale, articolato su due piani, presenta la porzione mediana leggermente aggettante rispetto al filo del prospetto, e per l’intera larghezza del fabbricato, sopraelevata di un piano, concluso da cornice e timpano modanato. Le facciate nord e sud, pressoché speculari, presentano coppie di semplici finestre rettangolari su entrambi i livelli delle sezioni laterali, simmetriche rispetto alle aperture assiali: ingresso architravato al pianterreno cui sono sovrapposte due aperture generalmente rettangolari, a parte la mezzaluna all’altezza dell’abbaino nel prospetto meridionale. Quest’ultimo, inoltre, è caratterizzato al suo margine est da un grande caminetto con massiccio comignolo. Alcune ricerche in corso di verifica fanno ritenere che la struttura possa aver ospitato la sede del comune di Caselle de' Ruffi nel periodo 1810-1819.

### Villa Miani-Silvestri-Coi
Il complesso, un tempo sotto la giurisdizione della parrocchia di Caltana, è localizzato in via Cavin Caselle a oriente del centro cittadino, all’interno di un ampio parco a planimetria rettangolare fitto di alberi secolari. Esso è composto dall’abitazione padronale affiancata da una barchessa direttamente affacciate su via Cavin Caselle. I resti murari di un corpo articolato a L con lati allungati aderiscono al fianco ovest della barchessa citata a formare una C chiudendo parte del confine occidentale della proprietà. L’impianto è delimitato a nord da una recinzione posta in continuità con i muri dei fabbricati prospicienti la strada e interrotta da due cancelli ai lati della dimora, disuguali per luce, sostenuti da pilastri in laterizio. Il cancello orientale, più grande, ha sostegni trattati a finto bugnato e sormontati da pigne decorative in pietra. Un annesso isolato a pianta rettangolare, collocato a sud-est della villa, completa l’insieme immobiliare. Il fabbricato è interamente intonacato con finiture a marmorino e le sequenze delle aperture sono marcate da coppie di cornici, cromaticamente contrastanti, correnti per l’intero perimetro dell’edificio. La barchessa con i rustici circostanti fu purtroppo devastata da un incendio nell'ottobre 1973. Essa, che aveva copertura a doppia falda, è caratterizzata sul fronte meridionale da un porticato ad archi su pilastri e da fori quadrati al primo piano, mentre il prospetto lungo la via pubblica ha un doppio ordine di semplici finestre rettangolari. Secondo documenti conservati all'Archivio di Stato di Venezia, alla scomparsa della proprietaria Chiara Da Riva Miani nel 1814 la villa passò in ditta del canonico padovano Giovanni Maria Silvestri (figlio del possidente Antonio residente in loco) per essere infine rilevata dall'imprenditore Angelo Coi nel 1864.

### Villa Ferracini con oratorio
Il fabbricato, costruito nel Settecento dal notaio veneziano Bernardino Ferracina e modificato nel secolo seguente su progetto dell’ingegner Filippo Ortolani, apparteneva in passato al territorio caltanese ed è ubicato in via Cavin Caselle in un vasto giardino alberato. Esso, sufficientemente conservato, è formato dal corpo padronale a pianta rettangolare strutturato su tre piani, cui aderiscono al fianco ovest barchessa con annesso e al lato est un’ala a due piani, e dall’oratorio. Il prospetto sud del corpo padronale, decorato da stemma e tondi in pietra, presenta fori rettangolari perimetrati in pietra, allineati su sette assi ai livelli inferiori, riuniti nell’asse mediano in trifore, quella al piano nobile protetta da balaustrata lapidea su mensole e su cinque assi al secondo. La barchessa si apre in un porticato ad ampie arcate su bassi pilastri mentre l’annesso ovest, più alto, presenta finestre rettangolari al piano superiore, disomogeneo e asimmetrico il gruppo destro rispetto all’opposto. Le aperture del pianterreno hanno disposizione e sagome diverse, verosimilmente funzionali all’uso dell’edificio. La chiesetta, situata lungo la recinzione a sud-est della proprietà, ha ingresso architravato sormontato da una finestra semicircolare e affiancato da lesene, ed è coronata da timpano modanato.

### Ca' Ferracini-Bon
L’edificio è sito a est del centro abitato nella porzione di territorio scorporato da Caltana, affacciando direttamente con il prospetto nord su via Cavin Caselle. Secondo le fonti dell’Archivio dell'Istituto Regionale Ville Venete, l’edificio, databile al XVIII secolo e «molto probabilmente […] in origine abitato da monaci», era censito al catasto napoleonico (1808) come casa d'affitto di proprietà demaniale. L’immobile, oggi adibito a dimora privata, si compone di un’unità centrale a pianta quadrangolare allungata, articolata su due piani, cui sono uniti in continuità a ovest un ridotto corpo di altezza omogenea e a est un fabbricato trasversale, a comporre una L. La fabbrica centrale è caratterizzata sul fronte nord da finestre incorniciate in pietra, rettangolari a piano terra e pressoché quadrate al primo. È riconoscibile in posizione mediana la sagoma di una porta tamponata, sopra la quale compare un affresco a soggetto religioso, analogamente a quanto rilevabile sulla facciata opposta. Il corpo trasversale, più alto e completamente stonacato, presenta aperture in parte occluse: in particolare, il prospetto est ha aperture con pseudograta in mattoni al primo piano e finestre arcuate con cornice aggettante in cotto al piano terra.

### Villa Coi
Il complesso, edificato nel 1841 dall'imprenditore Angelo Coi fondatore della non più esistente fornace di laterizi, è ubicato in via Cavin Caselle a est del centro all’interno di un vasto giardino alberato. In pessimo stato conservativo, è formato dal corpo padronale a pianta quadrata articolato su tre piani coronati da cornice modanata e tetto a padiglione, al quale è addossato a ovest un corpo più basso con copertura ad altezze differenziate e da una barchessa, il cui lato corto est dà direttamente sulla strada. Il prospetto principale della villa presenta, su ambo i piani inferiori, una serie di cinque finestre rettangolari con davanzale in pietra centrate sulle aperture nell’asse mediano, quella del piano nobile protetta da un terrazzino con ringhiera, e cinque finestrelle quadrate al sottotetto. I tre livelli sono separati da fasce marcapiano e il pianterreno è trattato a finto bugnato, con piattabanda evidenziata in corrispondenza delle finestre. Alla barchessa, con pianta rettangolare e copertura a due falde, aderisce al margine sud-est un basso volume con tetto a falda unica. L’annesso presenta sul fronte lungo settentrionale una sequenza di ridotte monofore leggermente arcuate con cornice lapidea, mentre la facciata opposta si apre in un porticato ad arcate a sesto pieno.

### Villa Silvestri-Compostella-Coi
Si trova all'incrocio tra le vie Noalese e Cavin Caselle in un giardino alberato a forma di L rovesciata di cui chiude l’angolo arretrato nord-ovest, affacciandosi direttamente sulla strada con due fronti. L’edificio si compone di un corpo principale a pianta quadrata strutturata su due piani coronati da cornice modanata, interrotta al centro da timpano con rosone, e tetto a padiglione. Al fronte orientale dell’unità padronale aderiscono in sequenza due volumi più bassi ad altezze differenziate, comunque articolati su due piani e bucati da aperture con forme e disposizione diversificate. La facciata ovest del corpo principale, perimetrato da zoccolo trattato a finto bugnato, è scandita su entrambi i livelli da serie di cinque aperture rettangolari delimitate da liste in pietra e quella sull’asse mediano del piano nobile protetta da un corto balcone con ringhiera metallica. Il prospetto laterale settentrionale è caratterizzato da finestre allineate in duplice ordine su cinque assi, verticalmente ripartite da una canna fumaria corrente per l’intera altezza dell’edificio, afferente a un camino al piano terra e conclusa da alto comignolo. La villa, innalzata verso gli anni '70 del XVIII secolo dal possidente Antonio Silvestri Stoppin come abitazione personale, comprendeva una barchessa separata dal corpo centrale e demolita già verso la metà dell'Ottocento come risulta dai catasti napoleonico e austriaco. Ben conservato e attualmente adibito a residenza privata, il complesso, acquisito nel 1864 dal professionista dolese Bonifacio Compostella, ospitò dal 1830 al 1938 la locale farmacia chimica e fu sede dell'unico sportello bancario comunale rappresentante la cassa rurale.

### Villa Bembo con oratorio a San Valentino (demoliti)
Dell'imponente e famosa residenza cinque-seicentesca con peschiera, costruita al centro di una vasta tenuta agricola, oggi non sopravvive che il muro perimetrale su due piani appartenente all'annesso rustico nord e tracce di colonna all'interno di un edificio seminascosto da moderne strutture sito in via Noalese a Tabina nei pressi della locanda omonima. Descritta da una mappa del 1779, la villa, a pianta rettangolare e in posizione arretrata rispetto alla strada, presentava la facciata principale verso occidente ed era completata da due barchesse laterali separate dal corpo della villa stessa. Cancellata secondo il catasto austriaco già nel 1846 dove permane la destinazione "casa di villeggiatura" nell'edificio attinente a tramontana, nel 1850 venne demolita pure la struttura laterale sud. Addossato alla parete ovest della barchessa settentrionale con ingresso prospiciente la via, esisteva un oratorio privato ad uso pubblico intitolato a San Valentino e relativo recinto funerario. Edificata verso la fine del secolo XVII, la piccola chiesa scomparve definitivamente dalle mappe catastali con la lustrazione territoriale eseguita nell'anno 1913. Si conserva pressoché integra, invece, la peschiera alimentata dalle acque dei rii Cavin del Do' e Selgari e, anticamente, da un ramo del rio Fiumicello opportunamente modificati a tale scopo. Dapprima dimora stagionale della famiglia Bembo, all'approssimarsi della caduta di Venezia ne divenne residenza permanente conservando la caratteristica funzione direzionale sui vasti terreni annessi. La decadenza del complesso inizia dopo l'acquisizione del veronese Filippo Camuzzoni (la cui salma fu tumulata proprio nel sepolcreto dell'oratorio sopracitato) da Leone Bembo.

### Barchessa Bembo-Trevisan
L’edificio, ubicato a Tabina in posizione leggermente defilata rispetto al cuore della località, è raggiungibile percorrendo una stradina sterrata (via Tabina, appunto) laterale di via Noalese. Secondo quanto riportato dai documenti conservati all’Archivio dell'Istituto Regionale Ville Venete e da una mappa dell'anno 1779, l’edificio, ben conservato e oggi adibito a residenza privata, fu costruito intorno al XVIII secolo quale annesso rustico di un palazzo padronale, evidentemente funzionale alla conduzione dei fondi di proprietà Bembo. L’immobile, localizzato al centro di un giardino recintato di forma pressoché rettangolare, ha pianta rettangolare allungata e si struttura su due piani, dei quali quello superiore mansardato, coronati da copertura a due falde rivestita in coppi. Il fronte corto settentrionale, da cui è possibile accedere all’interno dell’edificio, presenta semplici finestre rettangolari su ambo i livelli e una canna fumaria fortemente aggettante conclusa da comignolo sul margine occidentale. Il prospetto ovest è invece caratterizzato da un portico a cinque arcate a sesto pieno (quelle ai margini risultano peraltro tamponate) con concio in chiave, impostate su pilastri e inquadrate da lesene di ordine dorico trattate a finto bugnato che sostengono una bassa cornice.

## Cultura

### Eventi
- Epifania: 6 Gennaio
- Festa dei Fiori: 1º maggio
- Festa dell'agricoltura: la domenica antecedente al 25 luglio
- Festa del patrono: San Giacomo apostolo, 25 luglio
- Festa della Birra 3ª settimana di luglio